# Monoclona maculata
Monoclona maculata är en tvåvingeart som beskrevs av Edwards 1933. Monoclona maculata ingår i släktet Monoclona och familjen svampmyggor. Inga underarter finns listade i Catalogue of Life.